# Galactische aantikdag

In rood geschreven Solar System geeft de positie van ons zonnestelsel in de melkweg aan.

Een galactische aantikdag is een educatief bedoelde dag die ons wijst op de rotatie van ons zonnestelsel binnen het Melkwegstelsel en bewustwording van waar wij ons bevinden in het heelal. Deze dag kent geen vaste datum. Aan de hand van een berekening – beginnend op 2 oktober 1608 – wordt deze bepaald. Dat is de dag dat er patent werd aangevraagd op de eerste telescoop, ofwel de dag dat er voor het eerst dieper in de ruimte gekeken kon worden.
Een volle ronde die ons zonnestelsel rondom het centrum van de Melkweg maakt duurt 225 miljoen jaar. Galactische aantikdagen duiden op een moment dat een bepaald stuk van die afgelegde afstand in die omwenteling is voltooid. 

## Geschiedenis
Samen met nog drie collega's is deze dag en de bijbehorende berekening door de toen 26-jarige softwareontwikkelaar David Sneider uit San Francisco in 2016 bedacht. Er is gekozen om voor het afgelegde deel – dat vervolgens kon worden gevierd – één honderdste boogseconde te nemen. Dat is één 129.600.000ste deel van een volledige omwenteling in de Melkweg. Dit wordt met een snelheid van 827.000 kilometer per uur afgelegd in 633,7 dagen, ofwel 1,7361 jaar.

## Terug in de tijd
Sinds de aarde 4,3 miljard jaar geleden werd gevormd, zijn er ongeveer 2,47 miljard galactische aantik-momenten verstreken. Hetgeen overeenkomt met 19,1 omwentelingen om de Melkwegkern.

## De aantikdagen
In onderstaande tabel de berekende dagen volgend op het begin van de telling op 2 oktober 1608.
| Volgnummer | Datum            |
| ---------- | ---------------- |
| 237e       | 21 maart 2020    |
| 238e       | 15 december 2021 |
| 239e       | 9 september 2023 |
| 240e       | 4 juni 2025      |
| 241e       | 9 maart 2027     |